# Kościół św. Augustyna w Bratoszewicach
Kościół Świętego Augustyna – rzymskokatolicki kościół parafialny należący do dekanatu strykowskiego archidiecezji łódzkiej.

## Historia
Jest to murowana świątynia, wzniesiona w stylu gotyckim pod koniec XV wieku, następnie została obrabowana i spalona przez Szwedów, potem w 1696 roku została odbudowana. Od strony południowej została dobudowana murowana kaplica. W latach 1898–1901 kościół został gruntownie przebudowany, według projektu architekta Konstantego Wojciechowskiego. Została wtedy dobudowana kaplica południowa, kruchta zachodnia, zostały podwyższone mury kościoła razem z wybudowaniem nowych sklepień, zostały odrestaurowane szczyty i kościół otrzymał nowy dach. 

## Architektura
Świątynia reprezentuje styl późnogotycki, składa się z jednej nawy, posiada wydłużony kształt oraz krótkie, węższe, półkoliście zamknięte prezbiterium. Z lewej i prawej strony nawy są umieszczone dwie neogotyckie kaplice, przy nich od strony wschodniej znajdują się dwie małe ćwierćkoliste przybudówki z przeznaczeniem na zakrystię i skarbczyk. Przy nawie od strony zachodniej jest umieszczona neogotycka kruchta. Ponad półkolistą tęczą znajduje się krucyfiks z XVIII wieku odrestaurowany w 2003 roku. Świątynia jest oszkarpowana. Jej fasada jest zwieńczona schodkowym szczytem dwukrotnie przebudowanym: pod koniec XVII wieku i w 1898 roku – ozdobionym płycinami zamkniętymi półkoliście oraz dwoma oknami w kształcie owalu. Dach nad nawą jest dwuspadowy i ozdobiony jest wieżyczką na sygnaturkę, nad prezbiterium znajduje się dach stożkowy. W latach 1994–1996 została wymieniona konstrukcja dachowa i całość została pokryta blachą miedzianą. W 2001 roku zostało zainstalowane elektryczne ogrzewanie podłogowe. W 2003 roku została położona murowana posadzka.

## Wyposażenie
Do wyposażenia świątyni należą: 2 ołtarze boczne późnobarokowe z XVIII wieku mieszczące obrazy: Dzieciątka Jezus w sukience z XIX wieku. oraz Matki Bożej z Dzieciątkiem z drugiej połowy XVII wieku (jest umieszczony w sukienkach z końca XVII wieku). W neogotyckim ołtarzu głównym znajduje się obraz św. Augustyna z XVIII wieku, później przemalowany. Ambona pochodzi z końca XVIII wieku i w 2003 roku została odrestaurowana. W neogotyckich stallach boki, drzwiczki i zwieńczenie w kształcie fryzu herbowego z początku XVI wieku, zostało całkowicie odrestaurowane w 2003 roku. Obraz Matki Bożej z Dzieciątkiem pochodzi z XVII wieku i w 1951 roku został odrestaurowany. Trzy marmurowe płyty nagrobne Zofii Bratoszewskiej, Doroty z Orłowskich Bratoszewskiej i zatarta z herbem Gryf reprezentują styl renesansowy. Cztery witraże zostały wykonane na początku XX wieku i w latach 2001–2003 zostały uzupełnione o siedem nowych reprezentujących styl nawiązujący do obecnych. Ornat z bokami ze złotolitego pasa polskiego pochodzi z XVIII wieku, a drugi z bokami pochodzi z tego samego wieku.

## Galeria

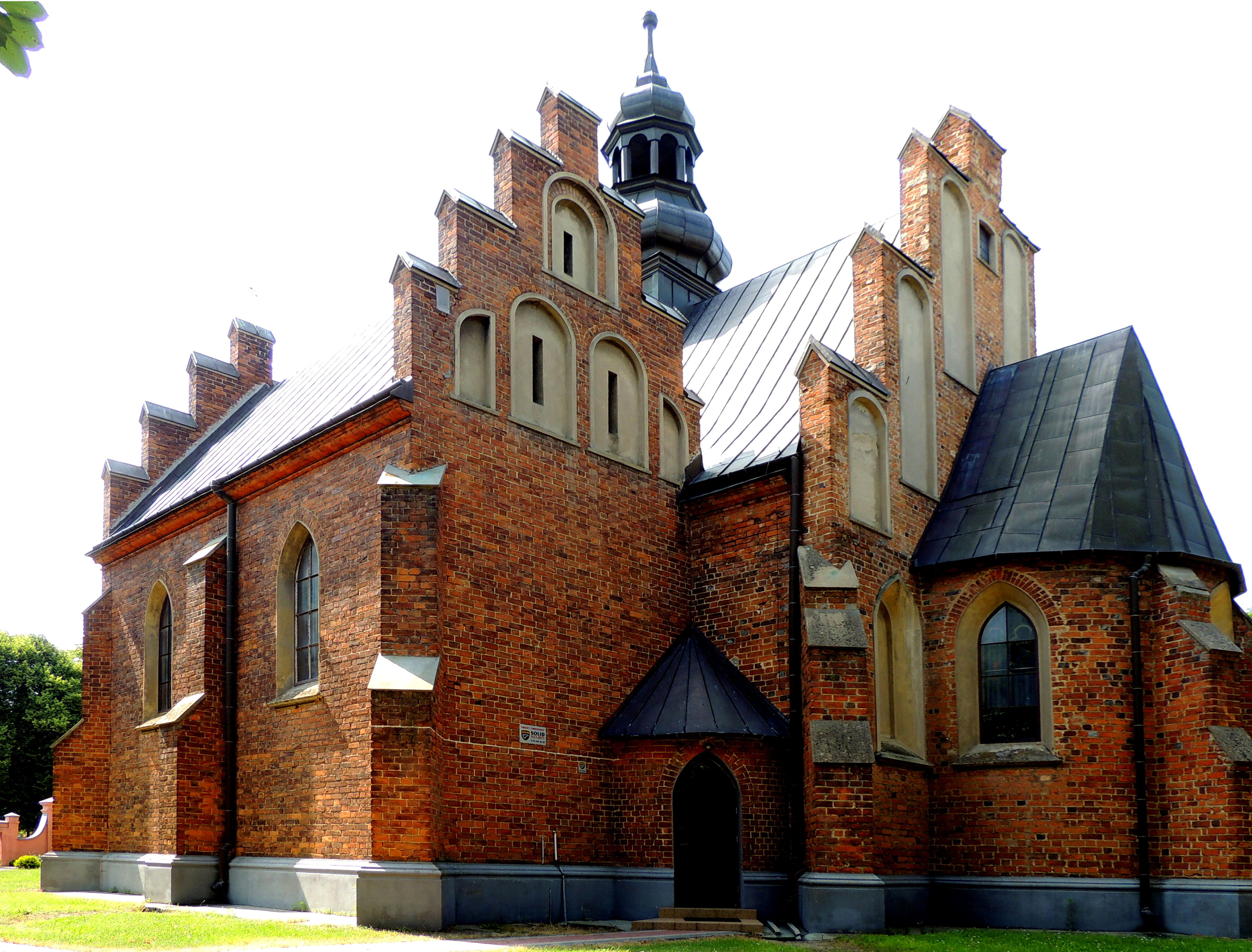
Widok od strony prezbiterium
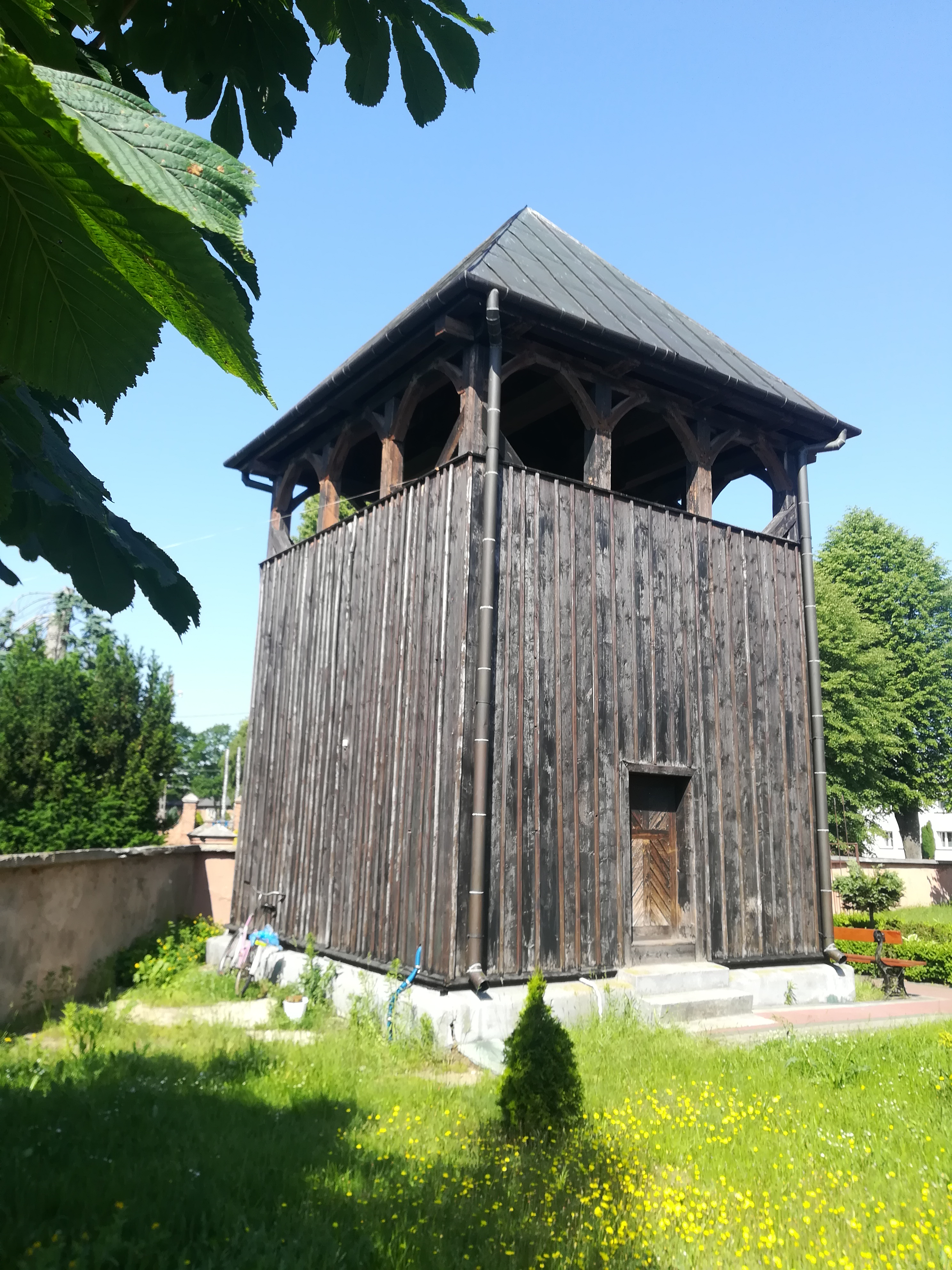
Dzwonnica
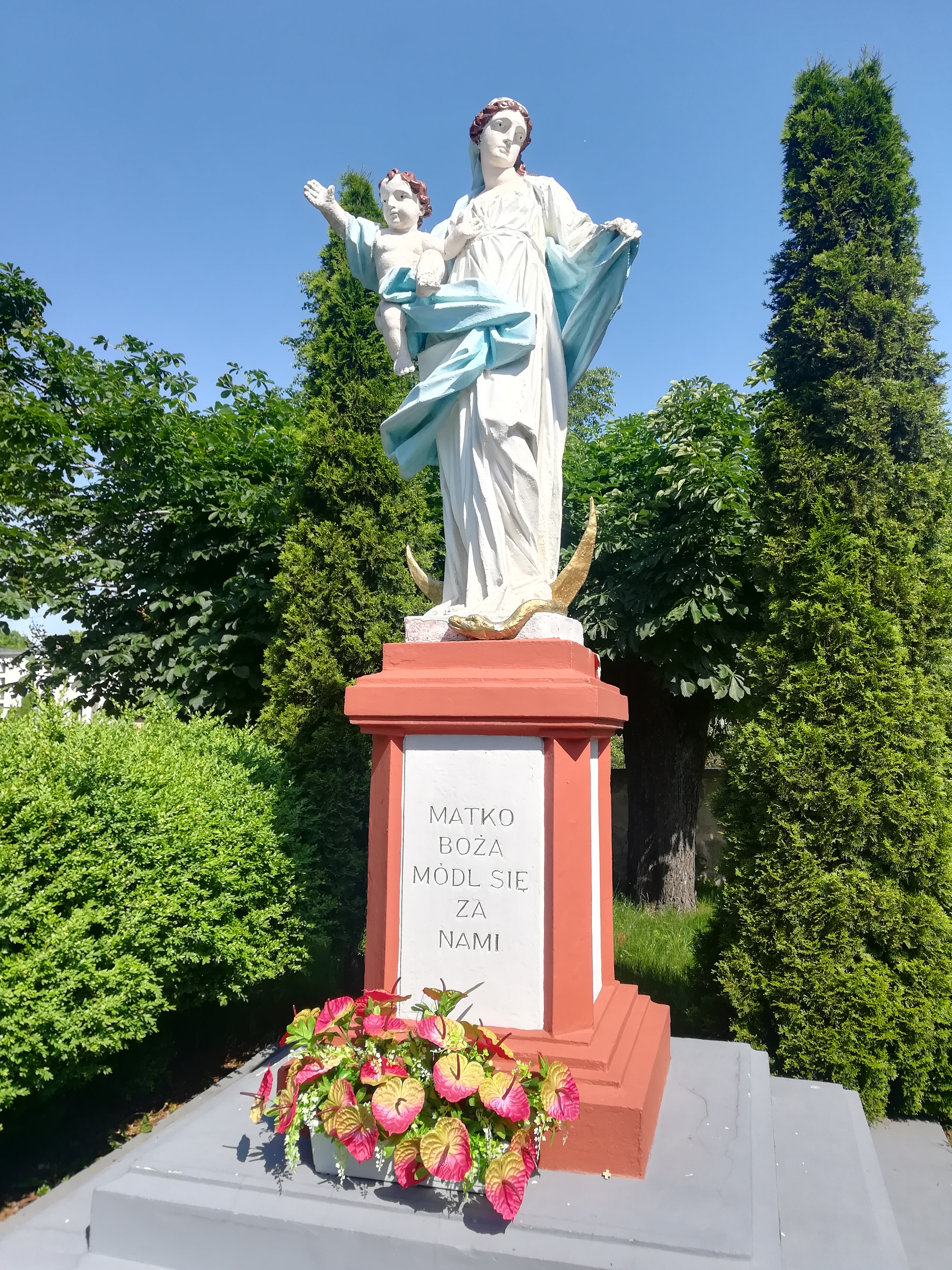
Figura maryjna
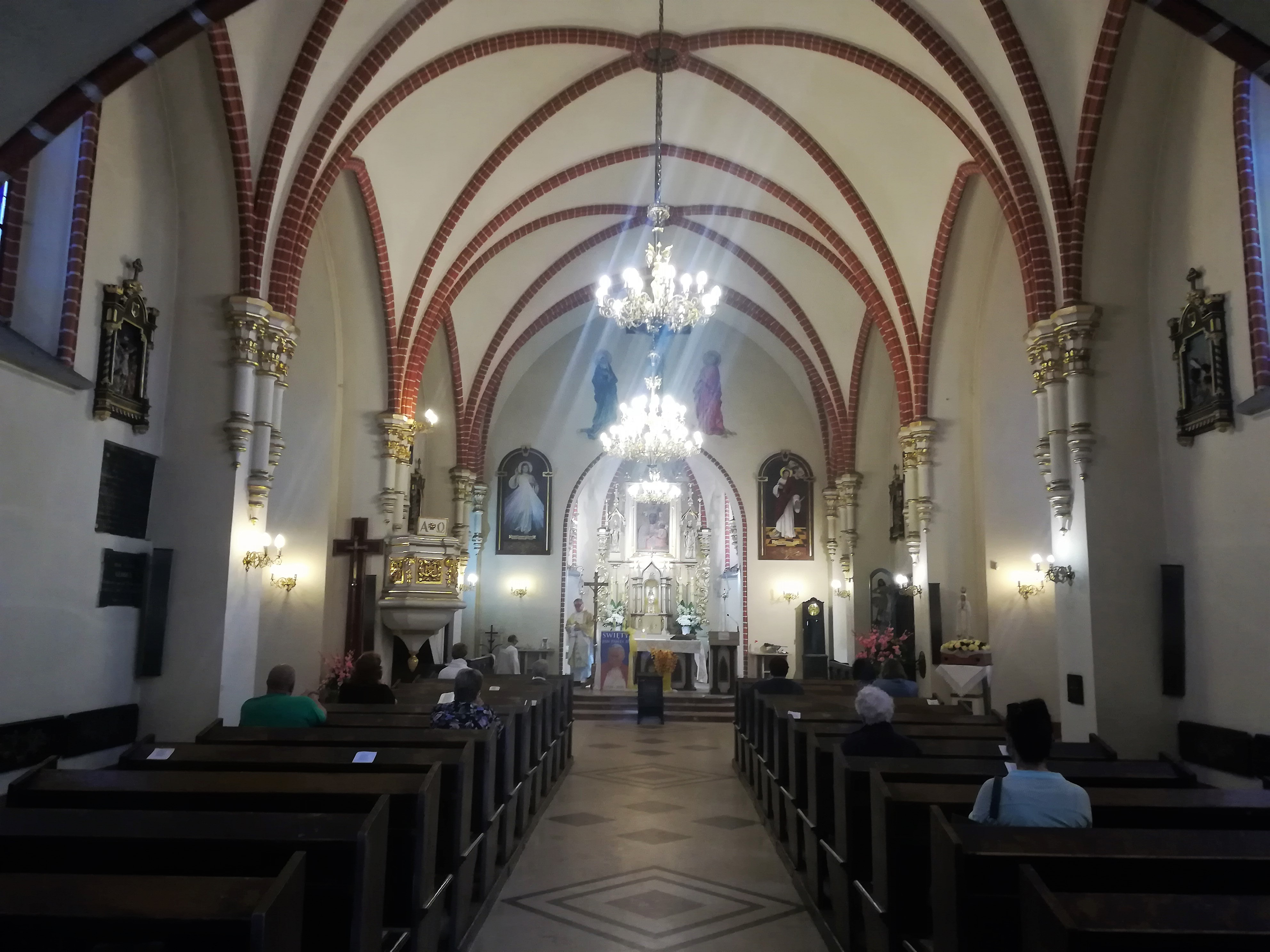
Wnętrze z ołtarzem